# Gräs (tidskrift)
Gräs var en litteraturtidskrift som grundades 2001 av poeterna Kennet Klemets och Jörgen Lind samt konstnären Ola Åstrand och lades ner 2009, efter att 41 nummer hade utkommit.